# Meekatharra Airport
Meekatharra Airport är en flygplats i Australien. Den ligger i kommunen Meekatharra och delstaten Western Australia, omkring 650 kilometer nordost om delstatshuvudstaden Perth.
Trakten runt Meekatharra Airport är nära nog obefolkad, med mindre än två invånare per kvadratkilometer.. Närmaste större samhälle är Meekatharra Shire, nära Meekatharra Airport. 
Omgivningarna runt Meekatharra Airport är i huvudsak ett öppet busklandskap. Genomsnittlig årsnederbörd är 302 millimeter. Den regnigaste månaden är januari, med i genomsnitt 82 mm nederbörd, och den torraste är oktober, med 5 mm nederbörd.